# Valencinura bergendali
Valencinura bergendali är en djurart som tillhör fylumet slemmaskar, och som beskrevs av Senz 1996. Valencinura bergendali ingår i släktet Valencinura och familjen Cerebratulidae. Inga underarter finns listade i Catalogue of Life.